# ビデオ直視下前立腺蒸散術
ビデオ直視下前立腺蒸散術（ビデオちょくしかぜんりつせんじょうさんじゅつ）は、前立腺肥大症の内視鏡手術の一つである。ビデオカメラを内視鏡装置に取り付け、術者がビデオモニターを観察しながら前立腺組織をレーザー光線で蒸散（蒸発拡散）させて尿道スペースを十分に確保する術式である。

## 治療前
両側の腫大した前立腺により尿道スペースが完全に閉鎖している。6時の方向に観察できるドーム状のものは精丘（せいきゅう）で精液の発射口である。

## 手術中
レーザー光線のカテーテルチップを前立腺組織の表面に直接当ててレーザー光線を照射する。レーザー光線は700℃～900℃温度で前立腺組織を蒸発させて組織が消えていく。

## 手術直後
手術直後には、尿道スペースが確保される。蒸発した組織の下の前立腺組織にも高熱が浸透しているので、手術後1ヶ月以上かかって更に尿道スペースは広がる。